# 馮寶寶
馮寶寶（英語：Petrina Fung Bo-Bo，1954年10月30日—），香港女演員，被尊称为Bobo姐，出生於英屬北婆羅洲山打根（即今馬來西亞沙巴的山打根），籍貫廣東中山，从两岁半出道至今，拍摄超过200部电影，其中从6歲至9歲最紅的童年时期，冯宝宝拍摄超过120部电影，是两岸三地、世界华人电影史上，迄今拍电影数量最多的童星，遂有「东方莎莉·譚寶」的美誉，在全球华人社会有广泛的知名度。
在1950年代至1960的粤语片年代，冯宝宝是當時著名的天才童星，與長姊馮素波和同樣自粵語片童星出身的另外五位女影星沈芝華、陳寶珠、蕭芳芳、薛家燕及王愛明結拜為影壇「七公主」，乃七位成員中年紀最小的一位。
著名已故影星林黛於1961年12月與年幼的馮寶寶結誼，成為她的誼母。
冯宝宝在11岁時拍國語电影《痴情淚》，並主唱插曲《慈母頌》。
内地观众熟悉和认识冯宝宝是源自她是第二代電視版《武則天》的饰演者，至今其经典的扮相在不少70、80后心中都是女神一般存在。
冯宝宝在15岁前就演出近200部电影成为全球拍摄最多电影的童星，被誉为“中国电影有史以来唯一可以挂头牌卖座的童星”。
名导演李翰祥看过冯宝宝的录像《武則天》后，称赞她“比之享有盛名的李丽华、林黛，在演技上更为全面”。 
美国三藩市市长更命名1989年6月3日为《冯宝宝日》。
被已故大导演李翰祥形容为“宝里宝气、玲珑剔透”的女星，从影期间，屡获殊荣，在中国大陆、香港、台湾、美国曾获得过无数奖项，包括兩屆香港電影金像獎的最佳女配角。

## 簡歷
馮寶寶原籍廣東省中山市沙溪镇上坑村，出身於電影世家。其繼父冯峰為電影導演，而其母則是演員陳惠瑜。只有兩歲半馮寶寶就已經在電影中亮相，比較突出的是1961年的《夜光杯》，乃馮寶寶的成名作。她曾就讀旺角愛德華英文書院（幼稚園部），1965年與長姊馮素波和同樣自粵語片童星出身的另外五位女影星沈芝華、陳寶珠、蕭芳芳、薛家燕及王愛明結拜為影壇七公主，是七位成員中年紀最小的一位。當時她名氣已很高，僅1961年就已接拍了三十多部電影。到1968年，冯宝宝参演了超过150多部电影，被誉为香港影坛中最得令的童星。演員鄭則士曾稱，是因為仰慕馮寶寶而立志投身演藝事業。
冯宝宝在16岁时被揭发冯峰不是亲生父亲，精神大受打击，曾淡出演艺界一段时间，远赴英国留学，1976年她从英国完成櫥窗設計課程毕业回到香港。1977年，24岁的她嫁给在英国读书时认识，做金融买卖的招再强。她在1981年及1983年相继生下两个儿子后，一家四口的美满生活维持不久，1986年发现丈夫欠债累累与丈夫离婚，两个儿子归前夫抚养，后嫁与马来西亚颇有名气的建筑师翁兆泉。
遠赴英國留學回港後，冯宝宝再重操故業，不但在電影重新演出，也開始登陆电视圈，在電視連續劇重新起步。1977年率先轉在麗的電視演出，並在麗視首套長篇劇《追族》中擔任主角；拍罷《追族》後，於1978年轉投無綫電視，首先拍攝武俠劇《一劍鎮神州》，翌年再拍摄長篇劇《風雲》，其后更主演《不是冤家不聚头》、《杨门女将》等经典电视剧集。随后，参演亚洲电视电视剧《武則天》。
1980年代至1990年代，冯宝宝曾到台湾发展，拍摄了《杨贵妃》、《西施》、《新啼笑姻缘》（一人兼饰二角）、《洛神》等。期间，再度返回香港，参演亚洲电视电视剧《秦始皇》 。
1980年代中开始，冯宝宝再度登上大荧幕，其精湛的演出，无与伦比的演技，征服无数观众，亦庄亦谐、宜古宜今、亦正亦邪，真正百变戏骨，演活无数角色：无论是尔冬升导演作品《新不了情》的慈母，姜大卫导演作品《不一样的妈妈》中扭曲变态的杀人犯母亲，还是林德禄导演作品《应召女郎1988》中为照顾家庭不惜卖身的妓女，甚至在刘镇伟导演的《92黑玫瑰对黑玫瑰》中荒诞绝伦却又有情有义的侠女。
馮寶寶早在1976年就為梁普智執導的《跳灰》擔任美術設計，標誌著馮寶寶由童星重新轉型之開始。在港產片新浪潮年代，馮寶寶已不斷在港產片之中亮相。憑藉童年時代的演出經驗，馮寶寶的演技深獲好評，以極度投入之演出見稱。她早於1989年憑著主演的《飛越黃昏》，获得第九届香港電影金像奖最佳女主角提名；至1992年她憑著《92黑玫瑰對黑玫瑰》贏得香港電影金像獎最佳女配角獎；翌年又憑著爾冬陞執導之《新不了情》獲得同一殊榮。
著名已故影星林黛因喜愛馮寶寶活潑生動的演技和模樣, 於1961年12月公開正式結誼，認馮寶寶為乾女兒，結為誼母女；林黛生前非常照顧馮寶寶並常給與禮儀、裝扮和為人處世的指導。
馮寶寶現定居檳城。2019年6月，她和兒子招啟宗於曼谷旅行遇上車禍，休養近一個月後痊癒。

## 演出作品

### 電影
| 年份   | 片名                                             | 角色                                              |
| 1956年 | 《小冤家》                                       |                                                   |
| 1958年 | 《風火送慈雲》                                   |                                                   |
| 1959年 | 《毒丈夫》                                       | 孟玲玲                                            |
| 1959年 | 《十號風波》                                     | 大妹                                              |
| 1960年 | 《苦兒救母》                                     | 小翠                                              |
| 1960年 | 《可憐天下父母心》                               | 陳小樂                                            |
| 1960年 | 《亡命救孤兒》                                   | 麥少娟                                            |
| 1960年 | 《七彩金葉菊》                                   | 張桂芳-幼年 (反串)                                |
| 1960年 | 《人頭審皇帝》                                   | 護駕神童-白小冬                                   |
| 1960年 | 《人》                                           | 張寶寶                                            |
| 1960年 | 《三滴血》                                       | 三嬸小孫女                                        |
| 1960年 | 《苦心蓮(上集)》                                 | 韋卓蓮                                            |
| 1960年 | 《冷月寒梅(上集)》                               | 吳彩霞-五歲                                       |
| 1960年 | 《冷月寒梅(大結局)》                             | 吳彩霞                                            |
| 1960年 | 《恩情》                                         | 趙若冰                                            |
| 1960年 | 《荒島驚魂》                                     | 寳寳                                              |
| 1960年 | 《望兒亭》                                       | 羅望兒-童年 (反串)                                |
| 1960年 | 《雙孝女萬里尋親》                               | 胡小寶                                            |
| 1960年 | 《棄婦(上集)》                                   | 白婉兒                                            |
| 1960年 | 《棄婦(下集大結局)》                             | 白婉兒                                            |
| 1960年 | 《陣陣驚魂》                                     | 瑪利                                              |
| 1960年 | 《恩情(大結局)》                                 | 趙若冰                                            |
| 1960年 | 《孝道》                                         | 丁小鳳                                            |
| 1960年 | 《月下奇逢》                                     | 張阿玲                                            |
| 1960年 | 《儍人捉賊》                                     | 寳寳                                              |
| 1960年 | 《血掌奪親兒》                                   | 盧小賢                                            |
| 1960年 | 《苦心蓮(下集大結局)》                           | 韋卓蓮                                            |
| 1960年 | 《人頭告御狀》                                   | 白小冬 (反串)                                     |
| 1960年 | 《芸娘》                                         | 志森                                              |
| 1960年 | 《雷電出孤兒》                                   | 傅雷電-七歲                                       |
| 1960年 | 《猛鬼孤兒》                                     | 李艷兒                                            |
| 1960年 | 《神童擒兇記》                                   | 蘇女                                              |
| 1960年 | 《小俠紅蝴蝶(上集)》                             | 黃小梅-紅蝴蝶                                     |
| 1960年 | 《孝感動天》                                     | 唐二寶                                            |
| 1960年 | 《小寶寶七戲烏龍王》                             | 小寶寶                                            |
| 1960年 | 《孝感動天(下集大結局)》                         | 唐二寶                                            |
| 1960年 | 《望兒亭(下集大結局)》                           | 羅望兒-童年                                       |
| 1960年 | 《雨夜驚魂》                                     | 寶珠                                              |
| 1960年 | 《連理枝》                                       | 羅繼祖                                            |
| 1960年 | 《非夢奇緣》                                     | 小花                                              |
| 1960年 | 《寶兒孝祖救雙親》                               | 梁寶兒                                            |
| 1960年 | 《冷暖親情(上集)》                               | 方子薇-幼年                                       |
| 1961年 | 《小俠紅蝴蝶下集大結局》                         | 黃小梅-紅蝴蝶                                     |
| 1961年 | 《夜光杯》                                       | 張寶寶                                            |
| 1961年 | 《夜光杯(大結局)》                               | 張寶寶                                            |
| 1961年 | 《小孤女》                                       | 周湄湄                                            |
| 1961年 | 《小甘羅拜相》                                   | 甘羅                                              |
| 1961年 | 《雷克探案之血影驚魂》                           | 汪寶寶                                            |
| 1961年 | 《龍鳳嬉春》                                     | 小才女                                            |
| 1961年 | 《一命救全家》                                   | 周寶寶 (反串)                                     |
| 1961年 | 《小狀元》                                       | 小狀元-李小強                                     |
| 1961年 | 《孤鳳淚》                                       | 蔡孤鳳童年、江愛鳳                                |
| 1961年 | 《小千金》                                       | 沈寶寶                                            |
| 1961年 | 《義乞存孤》                                     | 保寶                                              |
| 1961年 | 《孤兒救祖》                                     | 陳小明                                            |
| 1961年 | 《刁蠻女俠》                                     | 賽敏兒                                            |
| 1961年 | 《飛天小俠》                                     | 靈玲、小飛俠                                      |
| 1961年 | 《小俠白金龍》                                   | 小俠白金龍                                        |
| 1961年 | 《沉香太子毒龍潭救母下集大結局》                 | 正宮太子沉香                                      |
| 1961年 | 《小財神》                                       | 吳小寶                                            |
| 1961年 | 《沉香太子毒龍潭救母(上集)》                     | 二太子沉香 (反串)                                 |
| 1961年 | 《紮腳小紅娘》                                   | 紅娘                                              |
| 1961年 | 《皇城救母定江山》                               | 龍 (反串)                                         |
| 1961年 | 《鬼仔報親仇》                                   | 程小麟 (反串)                                     |
| 1961年 | 《義犬神童》                                     | 陸小鳳                                            |
| 1961年 | 《孤雛血淚》                                     | 小寶                                              |
| 1961年 | 《神童奪寶》                                     | 阿寶                                              |
| 1961年 | 《血掌殺姑案》                                   | 小錦                                              |
| 1961年 | 《夜夜杜鵑啼》                                   | 柳小鵑                                            |
| 1961年 | 《十年割肉養金龍》                               | 凌泰隆-幼年                                       |
| 1961年 | 《兒女作冰人》                                   | 何寶寶                                            |
| 1961年 | 《天賜福星》                                     | 陳寶珠                                            |
| 1961年 | 《七小福》                                       | 呂福堂                                            |
| 1961年 | 《小紅娘》                                       | 林小娟                                            |
| 1961年 | 《彩菱艷》                                       | 柳春香                                            |
| 1961年 | 《神童追兇》                                     | 小寶                                              |
| 1961年 | 《刁蠻女俠(大結局)》                             | 賽敏兒                                            |
| 1962年 | 《飄零孤鳳》                                     | 鳳兒                                              |
| 1962年 | 《雙星淚》                                       | 王小雁                                            |
| 1962年 | 《百行孝為先》                                   | 唐二寶                                            |
| 1962年 | 《孖生小藝人》                                   | 謝小平、謝小雲 (一個七、八歲小童分別飾演六個角色) |
| 1962年 | 《危巢小鳳》                                     | 文小鳳                                            |
| 1962年 | 《新夜光杯》                                     | 張亞寶-童年                                       |
| 1962年 | 《小福星》                                       | 小寶                                              |
| 1962年 | 《春滿帝王家》                                   | 冰雪公主                                          |
| 1962年 | 《木偶公主》                                     | 木偶公主                                          |
| 1962年 | 《一飛冲天》                                     | 謝小娥                                            |
| 1962年 | 《夜夜望娘歸》                                   | 凌小雲                                            |
| 1962年 | 《破鏡重圓》                                     | 白婉兒-幼年                                       |
| 1962年 | 《真假小俠紅蝴蝶》                               | 黃小梅、黃惠兒                                    |
| 1962年 | 《小甘羅拜相(大結局)》                           | 小甘羅                                            |
| 1962年 | 《乞兒小皇帝》                                   | 趙家寶、邵阿寶                                    |
| 1962年 | 《小薛蛟舉獅觀圖》                               | 薛蛟 (反串)                                       |
| 1962年 | 《小偵探》                                       | 姚小蘭                                            |
| 1962年 | 《紅孩兒》                                       | 紅孩兒                                            |
| 1963年 | 《紫霞杯》                                       | 劉箕裘 (反串)                                     |
| 1963年 | 《玉戒神魔》                                     | 神童                                              |
| 1963年 | 《小龍女三戲白蛇精》                             | 小龍女                                            |
| 1964年 | 《絕黛風華林黛紀念特輯》第二章                   | 恩義 (馮寶寶旁述)                                 |
| 1964年 | 《好兒孫》                                       | 林繼祖 (反串)                                     |
| 1964年 | 《乖孫》                                         | 小強 (反串)                                       |
| 1964年 | 《滿堂吉慶》                                     | 小飛龍                                            |
| 1964年 | 《天從人願 》                                    | 胡大喜                                            |
| 1965年 | 《痴情淚》(邵氏國語片)                           | 小蘭                                              |
| 1965年 | 《神鎗小霸王》                                   | 劉志榮                                            |
| 1965年 | 《九九九神秘雙屍案》                             | 周麗明                                            |
| 1965年 | 《海底骷髏塔(下集)》                             | 巧兒                                              |
| 1965年 | 《無敵神童方世玉》                               | 方世玉 (反串)                                     |
| 1965年 | 《大四喜》                                       | 大寶、小寶                                        |
| 1965年 | 《海底骷髏塔(上集)》                             | 程巧兒                                            |
| 1965年 | 《火燒紅蓮寺之鴛鴦劍俠》                         | 甘玲                                              |
| 1965年 | 《巧破箱屍案》                                   | 小明                                              |
| 1965年 | 《江湖奇俠》                                     | 甘玲, (邵氏國語片，王羽,秦萍主演)                 |
| 1965年 | 《鴛鴦劍俠 (江湖奇俠下集)》                      | 甘玲, (邵氏國語片，王羽,秦萍主演)                 |
| 1965年 | 《月光光》                                       | 程月光                                            |
| 1965年 | 《999離奇三兇手》                                | 夏安妮                                            |
| 1966年 | 《孤兒奇遇記》(國語電影)                         |                                                   |
| 1967年 | 《七公主(上集)》                                 | 徐偉亮 (反串)                                     |
| 1967年 | 《七公主(下集大結局)》                           | 徐偉亮 (反串)                                     |
| 1967年 | 《鳳舞驚魂》                                     | 龍小燕                                            |
| 1967年 | 《苦海嬌兒》                                     | 羅小姐 (客串)                                     |
| 1967年 | 《教子殺父皇》                                   | 曹子玉                                            |
| 1967年 | 《火燒紅蓮寺之琴劍恩仇》                         | 甘小玲                                            |
| 1967年 | 《黛綠年華》                                     | 羅竹君                                            |
| 1967年 | 《盲童奇遇記》                                   | 盲童葉文超 (反串)                                 |
| 1968年 | 《飛龍刀》                                       | 魏如冰                                            |
| 1968年 | 《飛俠小白龍》                                   | 小白龍 (反串)                                     |
| 1968年 | 《哪吒鬧東海》                                   | 哪吒 (反串)                                       |
| 1968年 | 《免死金牌》                                     | 弟寶哥 (反串)                                     |
| 1968年 | 《紅鸞星動》                                     | 李淑芬                                            |
| 1968年 | 《方世玉三打木人巷》                             | 方世玉 (反串)                                     |
| 1969年 | 《大破誅仙陣》                                   | 哪咤 (反串)                                       |
| 1969年 | 《四鳳求凰》                                     | 胡月影                                            |
| 1969年 | 《三招了》                                       | 小白龍 (反串)                                     |
| 1969年 | 《神偷姊妹花》                                   | 張小萍                                            |
| 1969年 | 《天龍堡》                                       | 武寶珊                                            |
| 1969年 | 《合歡歌舞慶華年》                               | 李婉芳                                            |
| 1969年 | 《成家立室》                                     | 美寶                                              |
| 1969年 | 《小武士》                                       | 小白龍 (反串)                                     |
| 1969年 | 《銀刀血劍》                                     | 年鳳翔 (反串)                                     |
| 1969年 | 《小魔俠》                                       | 楊小風 (反串)                                     |
| 1969年 | 《飛男飛女》                                     | 康妮 (客串)                                       |
| 1970年 | 《小金剛》                                       | 獨孤雲龍 (反串)                                   |
| 1970年 | 《飛劍神童》                                     | 小俠華嘉 (反串)                                   |
| 1970年 | 《瘋狂酒吧》                                     | 妹頭                                              |
| 1970年 | 《學府新潮》                                     | 夏珊珊                                            |
| 1970年 | 《獨掌震龍門》                                   | 方漢兒                                            |
| 1971年 | 《日月神童》                                     | 日兒 (反串)                                       |
| 1986年 | 《八喜臨門》                                     | 吳太                                              |
| 1988年 | 《靈幻小姐》                                     | Jenny 羅珍妮                                      |
| 1988年 | 《女子監獄》                                     | 阿琴                                              |
| 1988年 | 《應召女郎1988》                                 | 美鳳 (翠翠)                                       |
| 1988年 | 《八星報喜》                                     | 粵劇名伶吳芬芳                                    |
| 1989年 | 《飛越黃昏》                                     | 梅姨                                              |
| 1990年 | 《香港舞男》                                     | Maria                                             |
| 1990年 | 《玩命雙雄》                                     |                                                   |
| 1992年 | 《92黑玫瑰對黑玫瑰》                             | 飄紅 (榮獲第12屆香港電影金像獎最佳女配角獎)       |
| 1992年 | 《現代應召女郎》                                 | 紅姐 (方小玲母親)                                 |
| 1993年 | 《新不了情》                                     | 敏母 (榮獲第13屆香港電影金像獎最佳女配角獎)       |
| 1993年 | 《記得...香蕉成熟時》                            | 楊江普照                                          |
| 1994年 | 《大富之家》                                     | 何月容                                            |
| 1994年 | 《我和春天有個約會》                             | (客串)                                            |
| 1994年 | 《等愛的女人》                                   | 田小寶Mimi                                        |
| 1995年 | 《不一樣的媽媽》                                 | 林秀美                                            |
| 1995年 | 《冒牌皇帝》                                     | 慈禧                                              |
| 2001年 | 《狂野丈夫》 又名 《家有一寶(1996新加坡電視電影) | 蕭洪寶鑽                                          |
| 2009年 | 《家有囍事2009》                                 | (客串)                                            |
| 2010年 | 《得閒炒飯》                                     | 四姑 (客串)                                       |
| 2015年 | 《上身》                                         | 凌馮雪娥                                          |
| 2015年 | 《媽咪侠》                                       | 阿愛                                              |
| 2016年 | 《偷天特務》                                     | 洛老太 (洛家豪母親)                               |
| 2021年 | 《殺出個黃昏》                                   | 蔡鳳                                              |

### 電視劇（麗的電視）
| 年份   | 劇名     | 角色   |
| 1977年 | 職業女性 | 女教師 |
| 1978年 | 追族     | 莊吉寅 |

### 電視劇（無綫電視）
| 年份   | 劇名           | 角色                 |
| 1978年 | 一劍鎮神州     | 南宮逸(反串)         |
| 1979年 | 神龍五虎將     |                      |
| 1979年 | 不是冤家不聚頭 | 宣成功               |
| 1980年 | 風雲           | 楊麗君               |
| 1981年 | 楊門女將       | 楊文廣(反串)         |
| 1982年 | 神女有心       | 野孩子(大眼睛，香餌) |

### 電視（無綫電視明珠台）
| 年份        | 劇名     | 角色 |
| 2016-2017年 | 恩雨之聲 |      |

### 電視劇（亞洲電視）
| 年份   | 劇名           | 角色           |
| 1984年 | 武則天         | 武則天         |
| 1986年 | 秦始皇         | 孟姜女         |
| 1989年 | 安樂茶飯       | 林家媛         |
| 1995年 | 包青天之告親夫 | 張月華         |
| 2003年 | 萬家燈火       | 鄧水喜         |
| 2006年 | 浴火鳳凰       | 段勝男（老年） |

### 香港電台
| 年份   | 節目                                  | 角色   |
| 1982年 | 溫馨集：安琪兒 （页面存档备份，存于） | Angela |
| 1989年 | 聽歌學英文－朝九晚五 Nine to Five     |        |
| 1995年 | 普通話戲中戲－當校園刮風的時候        |        |

### 電視劇（台灣）
| 年份          | 劇名                 | 角色           |
| 1986年        | 華視楊貴妃           | 楊貴妃         |
| 1987年        | 華視西施             | 西施           |
| 1989年        | 台視新啼笑因緣       | 白金鳳、朱麗葉 |
| 1994年        | 台視楊麗花歌仔戲洛神 | 甄宓           |
| 2010年3月14日 | 公視幸福小公園       | 金鳳           |

## 獎項

### 香港電影金像獎
| 年份   | 頒獎典禮             | 作品                 | 獎項       | 結果 |
| 1993年 | 第12屆香港電影金像獎 | 《92黑玫瑰對黑玫瑰》 | 最佳女配角 | 獲獎 |
| 1994年 | 第13屆香港電影金像獎 | 《新不了情》         | 最佳女配角 | 獲獎 |

### 主持

#### 麗的電視
- 1977年-1978年 《星期一晚會》

### 廣播劇
- 2001-2002年 《故事說不完之冰點》 （页面存档备份，存于） 飾 夏枝

## 外部連結
- 馮寶寶的Facebook專頁
- 馮寶寶在互联网电影资料库（IMDb）上的資料（英文）
- 在AllMovie上馮寶寶的頁面（英文）
- 馮寶寶在香港影庫上的簡介
- 馮寶寶在豆瓣上的资料（简体中文）
- 馮寶寶在时光网上的簡介（简体中文）
- 中文電影資料庫：馮寶寶 （页面存档备份，存于）